# Glendive
Glendive és una població dels Estats Units a l'estat de Montana. Segons el cens del 2000 tenia 4.729 habitants.

## Demografia
Segons el cens del 2000, Glendive tenia 4.729 habitants, 1.983 habitatges, i 1.229 famílies. La densitat de població era de 548,3 habitants per km².
Dels 1.983 habitatges en un 27,4% hi vivien nens de menys de 18 anys, en un 50,7% hi vivien parelles casades, en un 8,3% dones solteres, i en un 38% no eren unitats familiars. En el 34,2% dels habitatges hi vivien persones soles el 14,9% de les quals corresponia a persones de 65 anys o més que vivien soles. El nombre mitjà de persones vivint en cada habitatge era de 2,22 i el nombre mitjà de persones que vivien en cada família era de 2,86.
Per edats la població es repartia de la següent manera: un 21,7% tenia menys de 18 anys, un 10,6% entre 18 i 24, un 23,3% entre 25 i 44, un 23,6% de 45 a 60 i un 20,7% 65 anys o més.
L'edat mediana era de 42 anys. Per cada 100 dones de 18 o més anys hi havia 91,6 homes.
La renda mediana per habitatge era de 30.943 $ i la renda mediana per família de 40.313 $. Els homes tenien una renda mediana de 30.977 $ mentre que les dones 20.132 $. La renda per capita de la població era de 15.544 $. Aproximadament l'11,6% de les famílies i el 14,8% de la població estaven per davall del llindar de pobresa.

## Poblacions més properes
El següent diagrama mostra les poblacions més properes.